# 宮城県道232号上代寺前線
宮城県道232号上代寺前線（みやぎけんどう232ごう わだいてらまえせん）は、宮城県角田市の宮城県道24号白石丸森線と国道113号を結ぶ一般県道である。

## 路線概要
- 起点：宮城県角田市高倉上代（交差点＝宮城県道24号白石丸森線交点）
- 終点：宮城県角田市高倉寺前（交差点＝国道113号交点）
- 延長：5,244 m

## 通過する自治体
- 宮城県
  - 角田市

## 接続する道路
- 国道113号
- 宮城県道24号白石丸森線